# País recentment industrialitzat

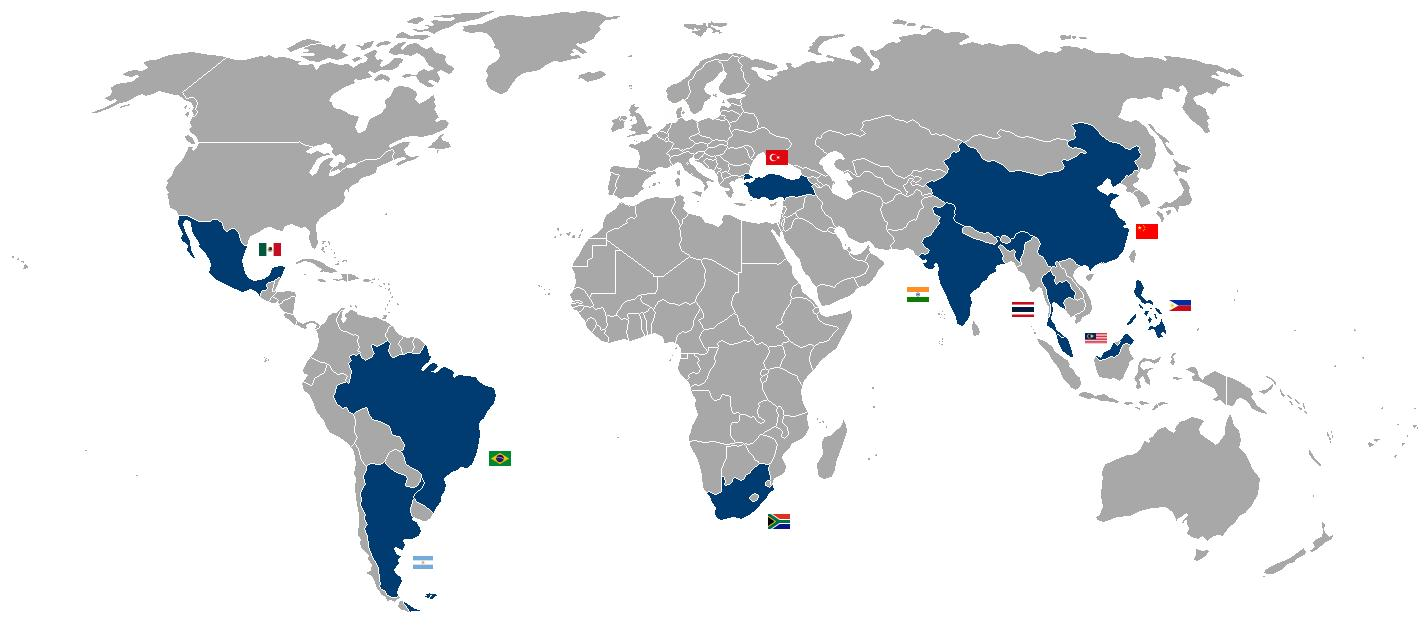
Els països recentment industrialitzats

La categoria de país recentment industrialitzat o estat recentment industrialitzat és una classificació social i econòmica que utilitzen els polítics i economistes per referir-se a un grup de països amb les mateixes característiques econòmiques en el seu desenvolupament.
Els estats recentment industrialitzat encara no han aconseguit, per algunes mancances en llur desenvolupament, la classificació de països desenvolupats, però, són molt més avançats que els països anomenats "tercer món" o "països menys desenvolupats". Una característica significativa d'un estat recentment industrialitzat és que gaudeix d'un nivell considerable d'industrialització, havent realitzat un canvi de la seva activitat principal de l'agricultura cap a la indústria, principalment el sector manufacturer.
Altres característiques són:
- Un increment en les llibertats socials i civils
- L'obertura de l'economia, permetent l'intercanvi comercial amb altres estats, o fins i tot signar un tractat de lliure comerç o ser admès a un bloc comercial.

Els països recentment industrialitzats van començar a ser reconeguts durant la dècada de 1970 en què els "Tigres asiàtics", Hong Kong, Corea del Sud, Singapur i Taiwan van tenir un paper prominent en l'economia mundial després de llur ràpida industrialització la dècada de 1960. Altres exemples són Mèxic, el Brasil, Turquia, Tailàndia, Malàisia, Xile i Sud-àfrica. Altres acadèmics hi inclouen l'Argentina, ja que comparteix altres característiques com ara el mateix nivell de renda per capita (RNB) i de l'IDH. Tanmateix, aquest país, i en menor grau Xile, havia aconseguit industrialitzar-se al començament del segle xx, i després, per diverses causes polítiques i econòmiques, no va assolir un desenvolupament continuat com la resta dels estats industrialitzats, estancant i deprimint la seva economia al mateix nivell que els seus veïns sud-americans.
Per altra banda, la Xina i l'Índia estan experimentant un sorprenent creixement industrial, i tenen un paper molt important avui dia en l'economia mundial. Però, llur població, (superior a mil milions) fa que la renda per capita sigui molt baixa, i no han aconseguit una distribució de la riquesa apropiada.